# الدیا دو سانتا مارگاریدا
الدیا دو سانتا مارگاریدا (به پرتغالی: Aldeia de Santa Margarida) یک سکونتگاه مسکونی در پرتغال است.

## خصوصیات
الدیا دو سانتا مارگاریدا ۳۶۹ نفر جمعیت دارد.